# 沃倫湖
46°58′06″N 7°17′04″E / 46.96833°N 7.28444°E

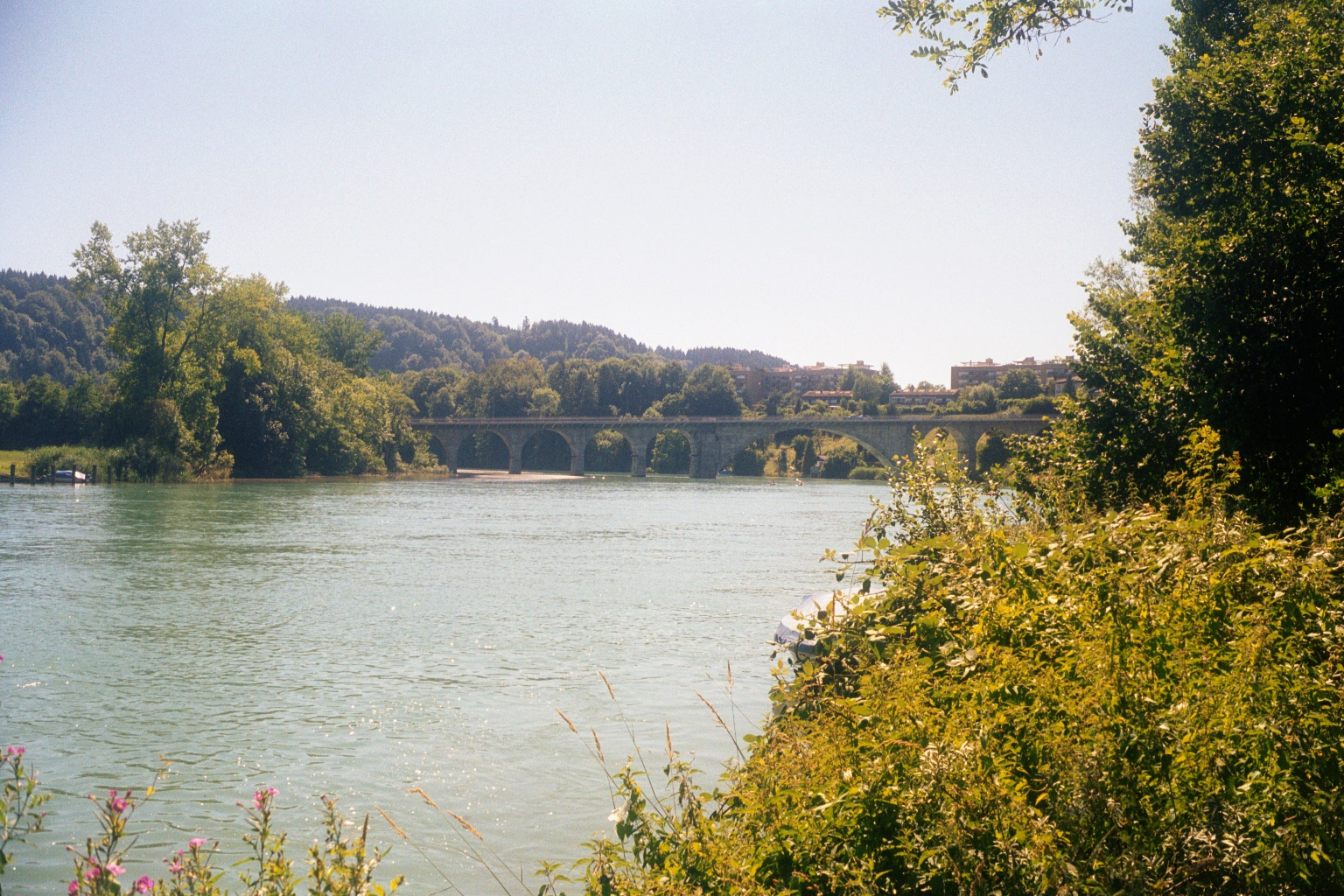

沃倫湖是瑞士的水庫，位於該國西部伯恩州，長8公里、闊0.7公里，面積3.65平方公里，集水區3,202平方公里，海拔高度481米，最大水深20米，蓄水量2,500萬立方米。